# La Roche VF
La Roche VF es un equipo de Fútbol de Francia que juega en el Championnat National 2.

## Historia
Fue fundado en el año 1947 en la ciudad de La Roche-sur-Yon con el nombre Amicale des écoles publiques du Bourg-sous-la-Roche (AEPB) y contaba con una rivalidad con el Football-Club Yonnais, en especial cuando ambos equipos se encontraron en el Championnat National, la tercera división de Francia, algo poco común ya que ambos equipos son de la misma ciudad de apenas 40000 habitantes.
Ambos equipos disputaban los primeros lugares de la clasificación y deciden fusionarse en 1989 para dar origen al equipo actual y ahorrar costos para mantenerse en la Ligue 2 y decidieron que el estadio sería el Stade Henri-Desgrange, el cual fue la sede del AEPB cuando jugó en la Ligue 2 de 1984 a 1993.
Desde la fusión el club estuvo en la Ligue 2 en sus primeras cuatro temporadas hasta que descendío en la temporada 1992/93. alcanzaron la ronda de octavos de final de la Copa de Francia en la temporada 1994/95, siendo un equipo que contantemente ha participado en la copa nacional y desde 2017 ha estado en el Championnat National 3.

## Palmarés
- CFA (1): 1999-2000.
- Championnat de Division Honneur Centre-Ouest (1): 1961 (FCY).
- Championnat de Division Honneur Atlantique (8): 1972 (FCY), 1976 (AEP), 1977 (FCY), 1985 (AEP B), 2013.
- Coupe Atlantique (1): 1983 (AEP), 1984 (FCY), 1985 (FCY), 1993.

## Entrenadores
- Joachim Marx (1989-1990)
- Jean-Paul Rabier (1990-1992)
- François Bracci (1992-1993)
- Christian Dupont (1993-1998)
- Jacques Mazouin (1998-2000)
- Éric Bourget (2000-09/2002)
- J.-F. Gautron (09/2002-03/2003)
- Jacques Castellan (03/2003-2003)
- Thierry Bonalair (2003-2005)
- Sébastien Migné (2005-2006)
- Vincent Rautureau (2006-12/2006)
- Bernard Born (12/2006-2007)
- Lionel Duarte (2007-12/2007)
- Alain Ollivier (12/2007-2008)
- Jocelyn Gourvennec (2008-2010)
- Jean-Philippe Faure (2010-12/2010)
- Charles Devineau (12/2010-2011)
- Éric Bourget (2011-2015)
- Cyrille Joly (2015-2017)
- Julien Fradet / David Merlet (2017-2018)
- Stéphane Mottin (2018-2019)
- Charles Devineau (2019-)

## Jugadores

### Jugadores destacados
- Joël Bossis (1984-1989)
- Jérôme Erceau (1991-1994)
- Olivier Ichoua (1991-1992)
- Nicolas Ardouin (2000-2002)
- Jérôme Cellier (2013-2014)
- Éric Taborda (2001-2003)
- Franck Maufay (1989-1990)
- David Saint-Guily (1989-1990)
- Yann Souchet (1996-2005)
- Jean-Louis Mazzéo (1990-1992)
- Rodrigue Akapkoun (2002-2004)
- Jean-Claude Pagal (1989-1990)
- Benjamin Feindouno (2011-2012)
- Hervé Arsène (1989-1991)
- Claudio Ramiadamanana (2014-2015)
- Leszek Iwanicki (1993)
- Stanislas Karwat (1991-1995)
- Adrian Szczepanski (1990-1991)
- Eloge Enza-Yamissi (2001-2002)
- Walter Bakouma (2011-2012)
- David Klein
- Nicolas Marx
- Dominique Carlier (1984-1985)
- Christian Penaud (1979-1984)
- Rabah Gamouh (1984-1985)
- Ludovic Batelli (1987-1989)
- Patrice Buisset (1984-1985)
- Fabrice Moreau (1987-1988)